# Suzanne Valadonová
Suzanne Valadonová, původním jménem Marie-Clémentine Valadon (23. září 1865, Bessines-sur-Gartempe u Limoges — 19. duben 1938, Paříž) byla francouzská malířka a matka malíře Maurice Utrilla. V roce 1894 se stala první malířkou přijatou do Société Nationale des Beaux-Arts (Národní společnost výtvarných umění). Náměty jejích kreseb a obrazů zahrnovaly převážně ženské akty, portréty žen, zátiší a krajiny. Neměla žádné formální vzdělání, malovat se naučila od umělců, kterým stávala modelem. Nikdy nebyla omezena tradicí, nepřidržovala se žádného konkrétního uměleckého směru a hnutí. K jejím nejznámějším obrazům patří Adam a Eva, Ženský akt či Modrý pokoj. 

## Život

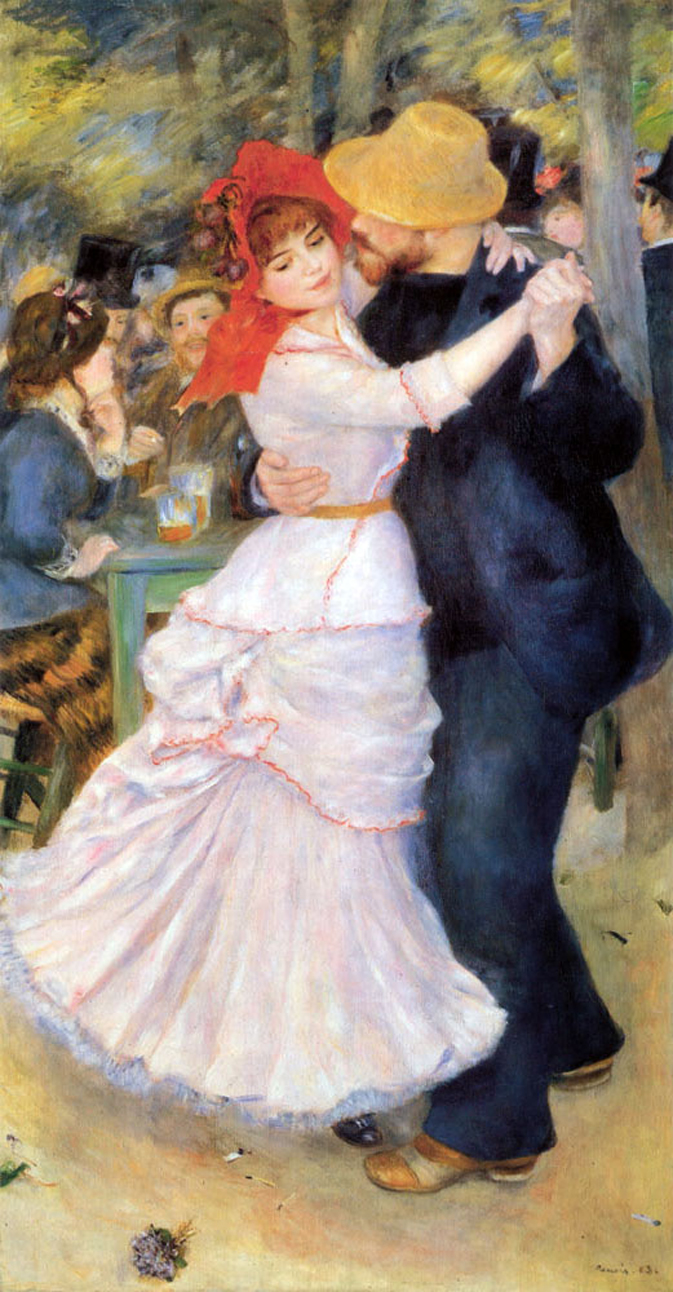
Auguste Renoir: Tanec v Bougivalu (1883)

Marie–Clémentine Valadonová vyrůstala od pěti let v pařížské čtvrti Montmartre. Narodila se jako nemanželská dcera pradleny, svého otce neznala. Od jedenácti let musela pracovat, vystřídala řadu zaměstnání jako servírka, prodavačka zeleniny, pomocnice ve mlýně, zdobila klobouky. V 15 letech se přidala k cirkusu, ale po pádu z hrazdy její kariéra akrobatky skončila. Stala se modelkou a více než deset let pózovala mnoha umělcům, mezi nimi byli Berthe Morisotová,‎‎ ‎‎Pierre-Cécile Puvis de Chavannes‎‎, ‎‎Théophile Steinlen‎‎, Auguste Renoir‎‎, ‎‎Jean–Jacques Henner‎‎ a Henri de Toulouse-Lautrec.  Právě ten ji začal oslovovat jménem Suzanne, podle biblického příběhu. Valadonová byla dva roky jeho milenkou. Kresba Berthe Morisotové z roku 1880, na které je Valadonová zachycena při chůzi po provaze, je jedním z prvních záznamů z jejího období modelky. K nejznámějším obrazům, pro které Valadonová pózovala, patří Renoirova plátna z roku 1883 ‎‎Tanec v Bougivalu a Tanec ve městě.‎‎ V dalších letech namaloval dva její portréty Dívka s copem (Girl Braiding Her Hair) a Suzanne Valadon‎‎, na kterém je její hlava a ramena v profilu. Valadonová často navštěvovala bary a kavárny v Paříži, kde měla mnoho obdivovatelů. Byla Toulouse–Lautrecovým námětem v jeho olejomalbě ‎‎Kocovina‎‎ (La Gueule de bois) a Rýžový prášek ( Poudre de riz) z roku 1887. V šestnácti letech stála Suzanne modelem i Vojtěchu Hynaisovi pro postavu génia českého národa na slavnostní oponě Národního divadla. 
V roce 1883 Valadonová porodila syna. Její tehdejší přítel Miguel Utrillo y Molins ho uznal za vlastního, ačkoliv skutečného otce Valadonová nikdy nepřiznala. O syna, který dostal jméno Maurice Utrillo, se starala její matka. 

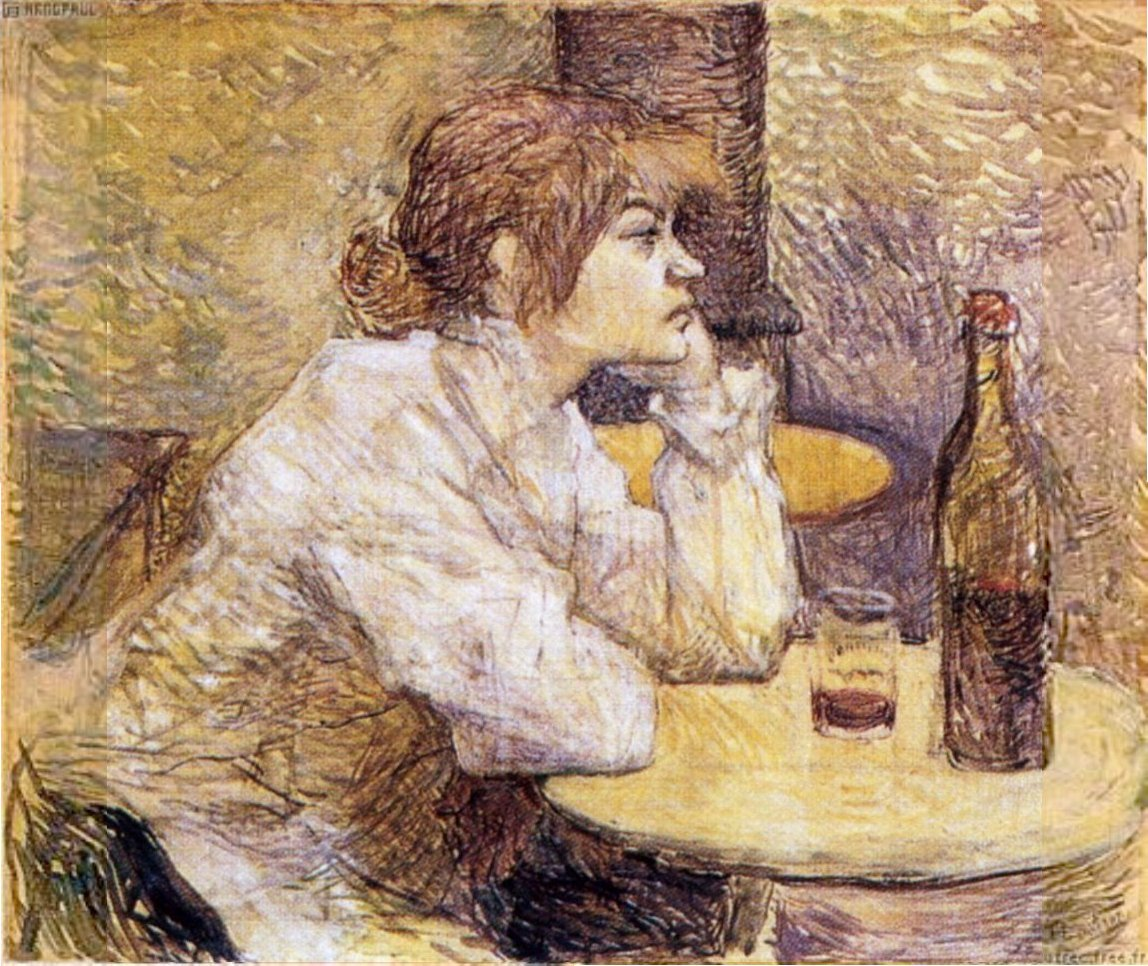
Toulouse-Lautrec: Kocovina (portrét Suzanne Valadonové, 1888)

‎Valadonová ráda kreslila, ale neměla prostředky na studium na oficiální umělecké škole. Při pózování se pozvolným pozorováním umělců při práci naučila různé techniky malby a přijímala jejich rady při svých prvních malířských pokusech. Na počátku roku 1890 ji Toulouse–Lautrec seznámil s ‎‎Edgarem Degasem‎‎, který byl ohromen jejími odvážnými kresbami a jemnými malbami. Byl první, kdo si koupil její práci a povzbudil ji v rozhodnutí být profesionální malířkou.  Naučil ji technice leptu. Představil její díla sběratelům a obchodníkům s obrazy. Valadonová patřila k jeho nejbližším přátelům až do jeho smrti v roce 1917.
V roce 1893 měla Suzanne Valadon krátký vášnivý milostný poměr se skladatelem Erikem Satiem. Požádal ji o ruku, ale ona odmítla. O několik měsíců později se oba rozešli. Po sňatku se zámožným bankéřem Paulem Mousisem se od roku 1896 věnovala výhradně malování. Stala se uznávanou a finančně úspěšnou umělkyní.

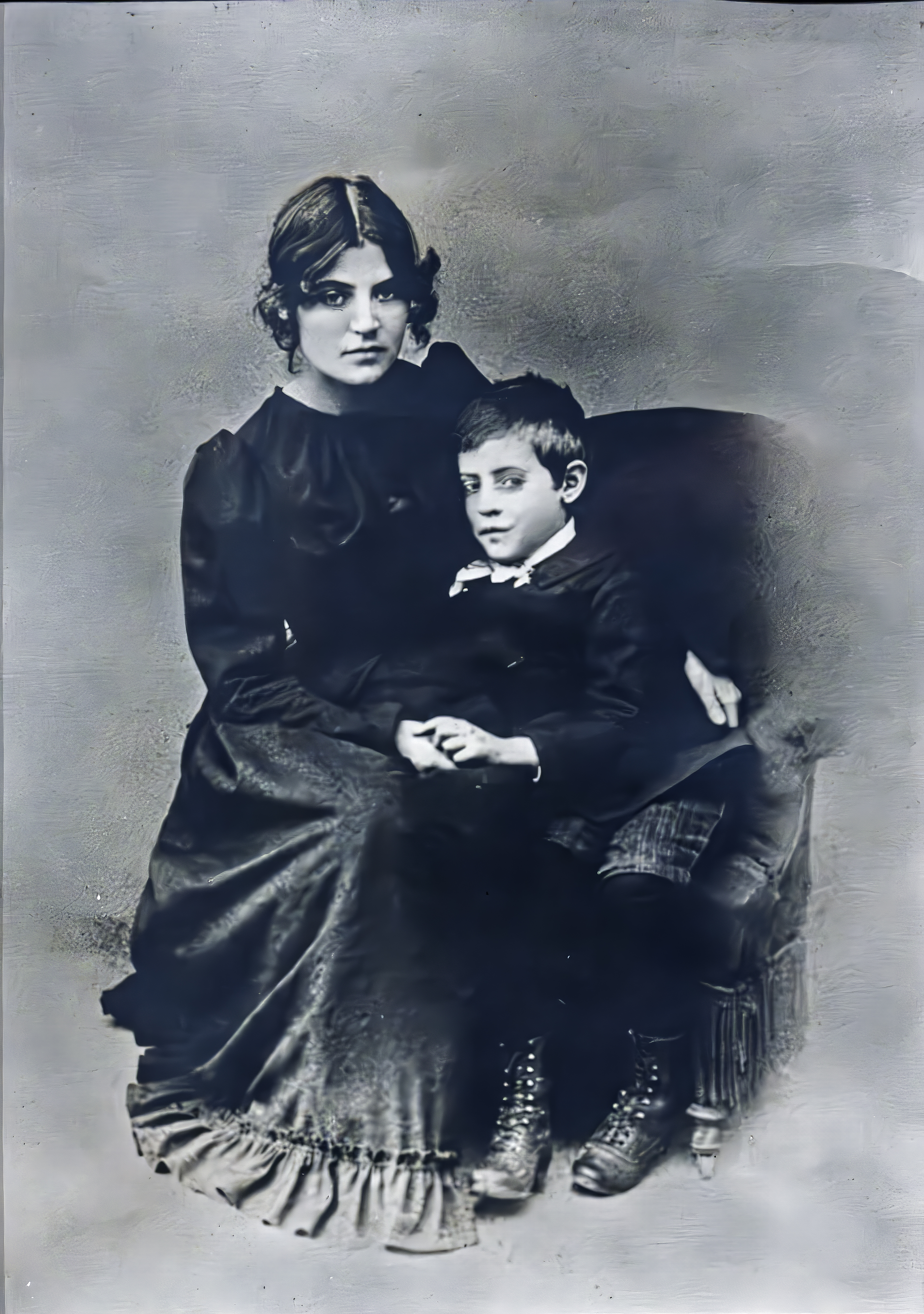
Suzanne Valadonová se synem Mauricem (asi 1890)

V roce 1894 Valadonová poprvé vystavila 5 kreseb na Salonu Národní společnosti výtvarných umění. Později pravidelně vystavovala v Galerii Bernheim-Jeune v Paříži a zúčastnila se výstav Podzimního salonu. Galeristka Berthe Weillová jí umožnila pravidelnou účast na skupinových výstavách a uspořádala jí ve své galerii 3 samostatné výstavy v letech 1915, 1927 a 1928.
Manželství jí sice poskytlo pohodlný život bez existenčních starostí, ale pro její nezávislou povahu bylo příliš svazující. V roce 1909 se Valadonová setkala s malířem André Utterem, třiadvacetiletým přítelem jejího syna. Stali se z nich milenci, Valadonová opustila manžela a žili společně se synem a matkou v malém bytě na Montmartru. Tento vztah se příznivě projevil v její tvorbě, přinesl nový tvůrčí elán. V roce 1913 se rozvedla a následujícího roku se s Utterem vzali, těsně před jeho odchodem do války. Valadonová dohlížela na Utterovu kariéru stejně jako na kariéru svého syna Maurice Utrilla. Pravidelně spolu vystavovali až do rozvodu v roce 1934, kdy bylo Valadonové téměř sedmdesát. Vrcholu slávy dosáhla ve dvacátých letech. V roce 1923 koupila Suzanne Valadonová s Utterem zámek Saint-Bernard severně od Lyonu. Věřila, že odloučení od bohémského prostředí Paříže pomůže jejímu synovi omezit konzumaci alkoholu. Léta trávili společně na zámku, zimy v Paříži na Montmartru. Jejím posledním přítelem a milencem byl mladý malíř jménem Gazi-Igna Ghirei, známý jako Gazi Tatar, který si vydělával na živobytí hlavně jako kytarista. Utter se o ni staral až do její smrti, ale jeho žárlivost ji vždy trápila.
Valadonová malovala až do vysokého věku. Mezi rokem 1933 a svou smrtí pravidelně vystavovala na Salon des Femmes Artistes Modernes společně s dalšími ženami-umělkyněmi. Při práci na obraze utrpěla mrtvici, které ve věku 73 let podlehla 7. dubna 1938. Je pohřbena na hřbitově Saint Ouen v Paříži.

## Dílo

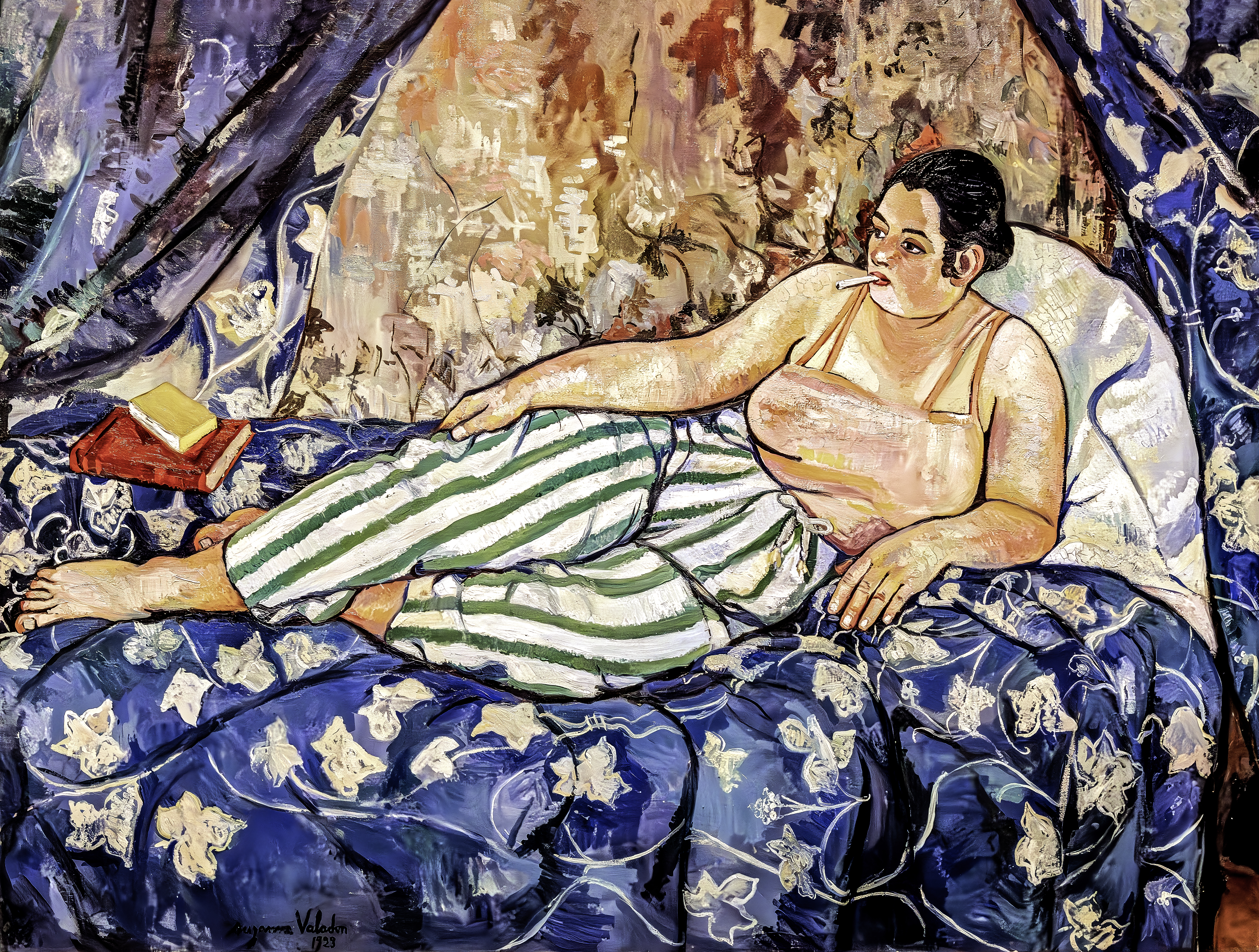
Modrý pokoj (1923)

Zpočátku malovala především pastelem a uhlem na papíře. Nejstarším dochovaným podepsaným a datovaným dílem Valadonové je autoportrét z roku 1883, kreslený uhlem a pastelem. V letech 1883 až 1893 vytvářela převážně kresby a v roce 1892 začala malovat. Jejími prvními modely byli rodinní příslušníci, zejména její syn, matka a neteř. Byla ovlivněna tvorbou umělců skupiny Nabis a fauvistických symbolických syntetiků, vytvořila si ale vlastní osobitý styl. Její obrazy mají bohaté barvy a odvážné, otevřené tahy štětce, často s pevnými černými konturami a barevnými kontrasty. Malovala zátiší, figurální obrazy, portréty, květiny a krajiny, které jsou známé svou silnou kompozicí a zářivými barvami. Nejvíce však vešla ve známost svými obrazy žen, i když některé její náměty byly považovány za příliš odvážné. Často to byly koupající se ženy a intimní interiérové scény s ženskými a dětskými postavami. Namalovala také několik aktů, včetně vlastních, a svým neidelizovaným pojetím narušovala tradiční společenské normy té doby. Její nejstarší známý ženský akt pochází z roku 1892. V roce 1895 vystavil obchodník s uměním Paul Durand-Ruel skupinu dvanácti leptů, které ukazují ženy v různých fázích jejich toalet.
V roce 1909 začala více malovat než kreslit a její kreativita vzrostla vlivem změn v osobním životě. Ve svém umění se ještě více zaměřila na akty a radostné stránky života. Svědčí o tom obrazy Adam a Eva (1909), na kterém jsou ona a Utter v ráji, Radost ze života (1911) a Spouštění sítě (1914). Vytvořila řadu obrazů, včetně aktů, krajin, portrétů a zátiší.
Zanechala po sobě dílo čítající téměř 500 obrazů a asi 300 kreseb a leptů.

## Galerie

Autoportrét (1893)
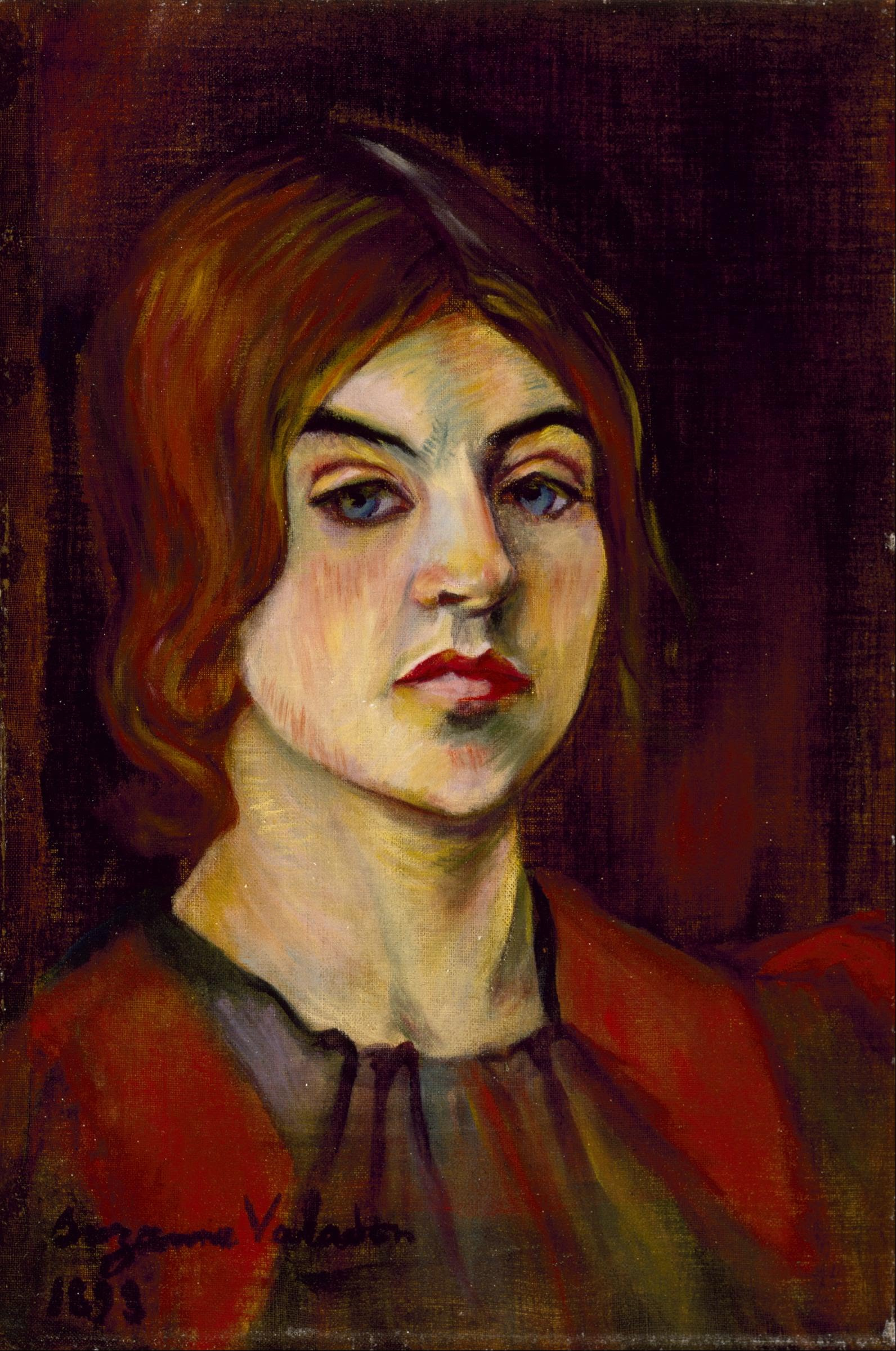
Autoportrét (1898)
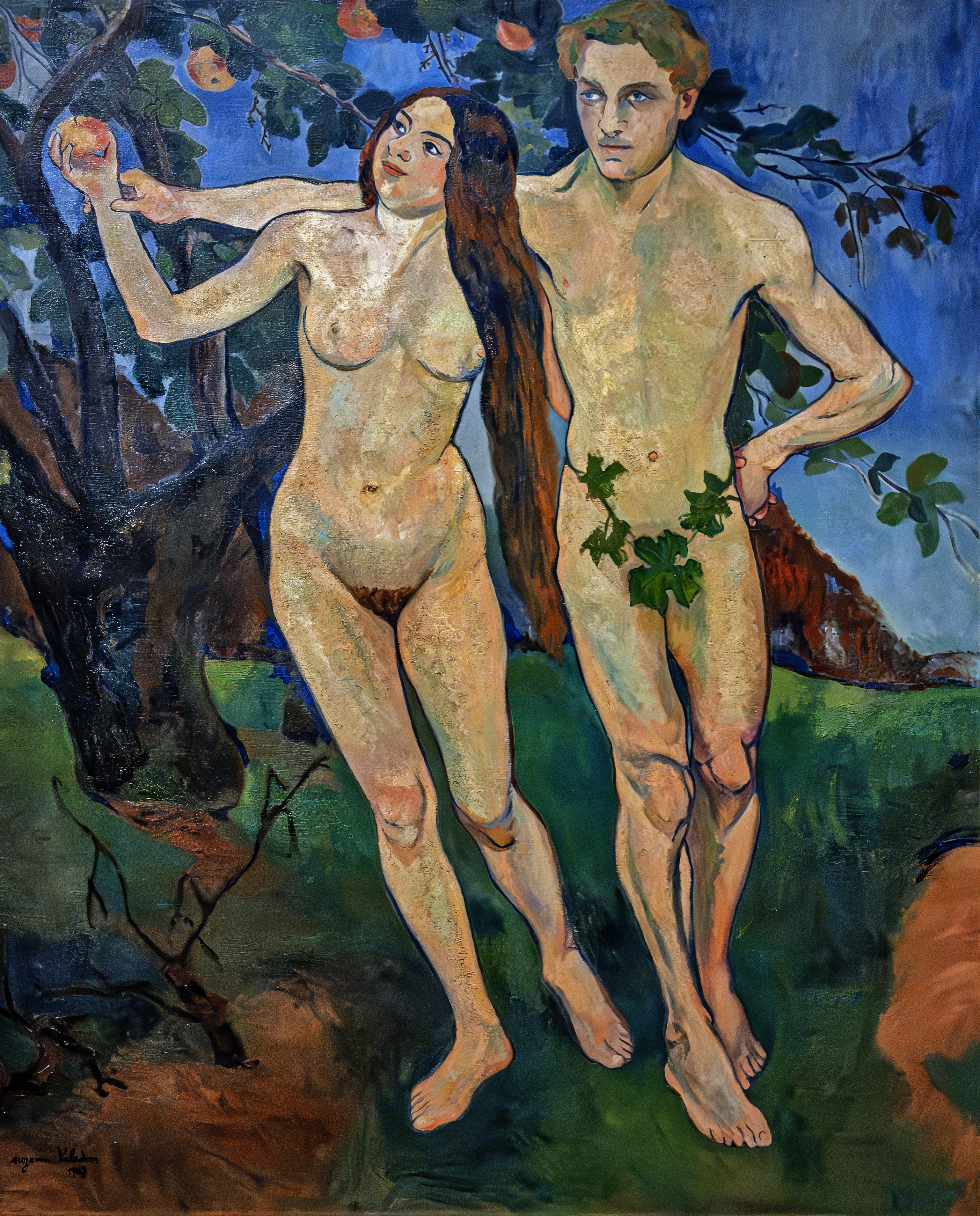
Adam a Eva (1909)
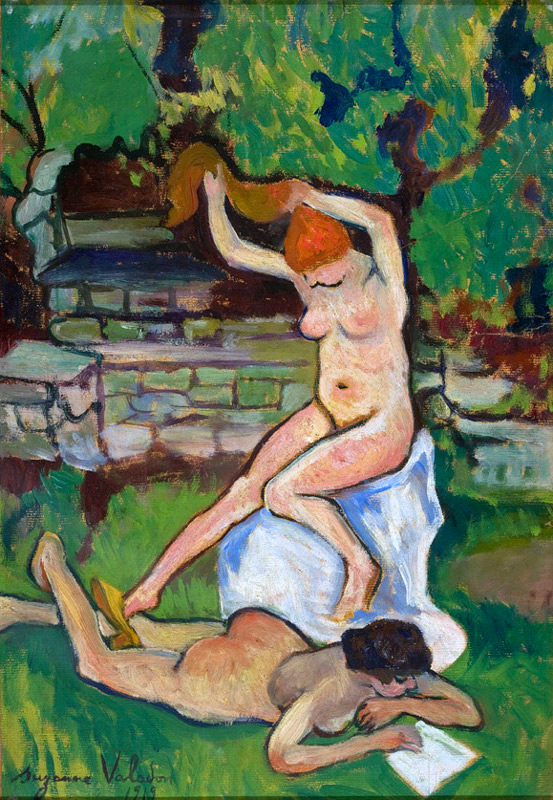
Akty (1919)
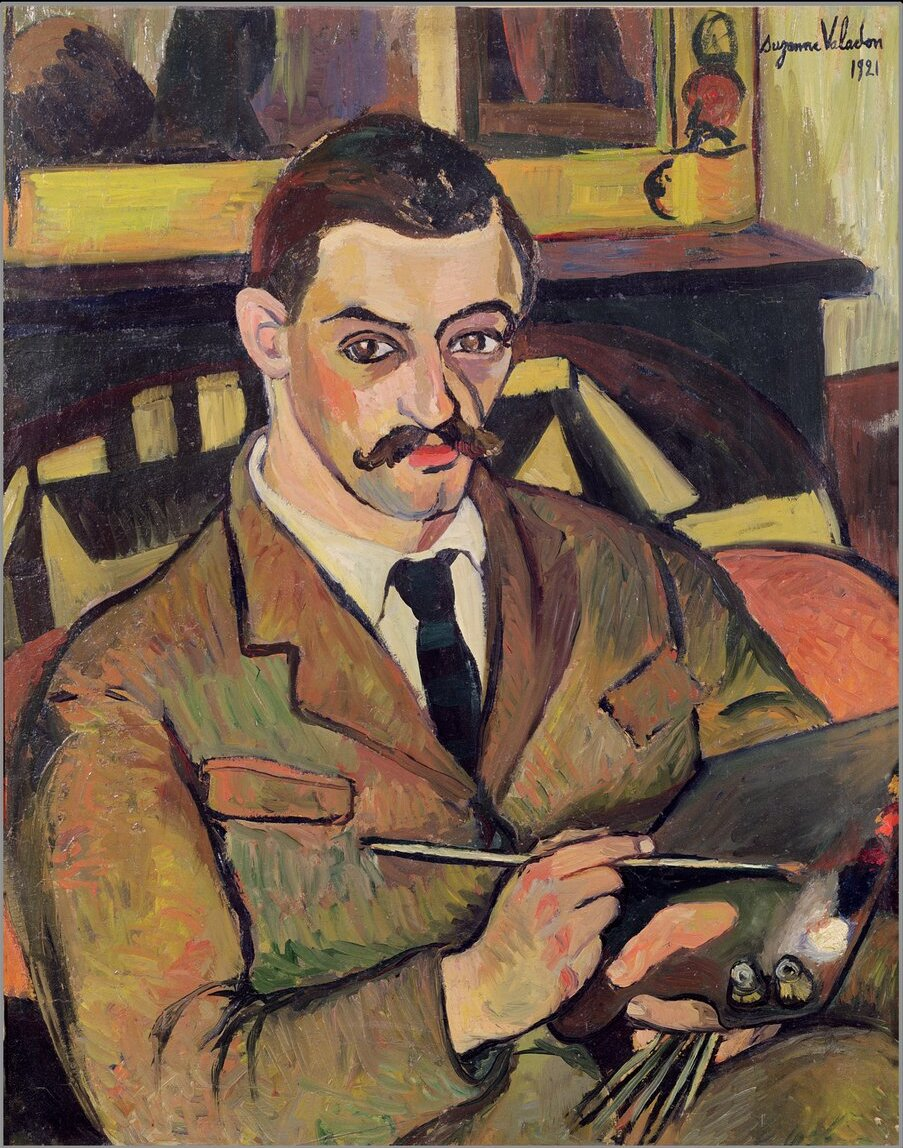
Maurice Utrillo (1921)
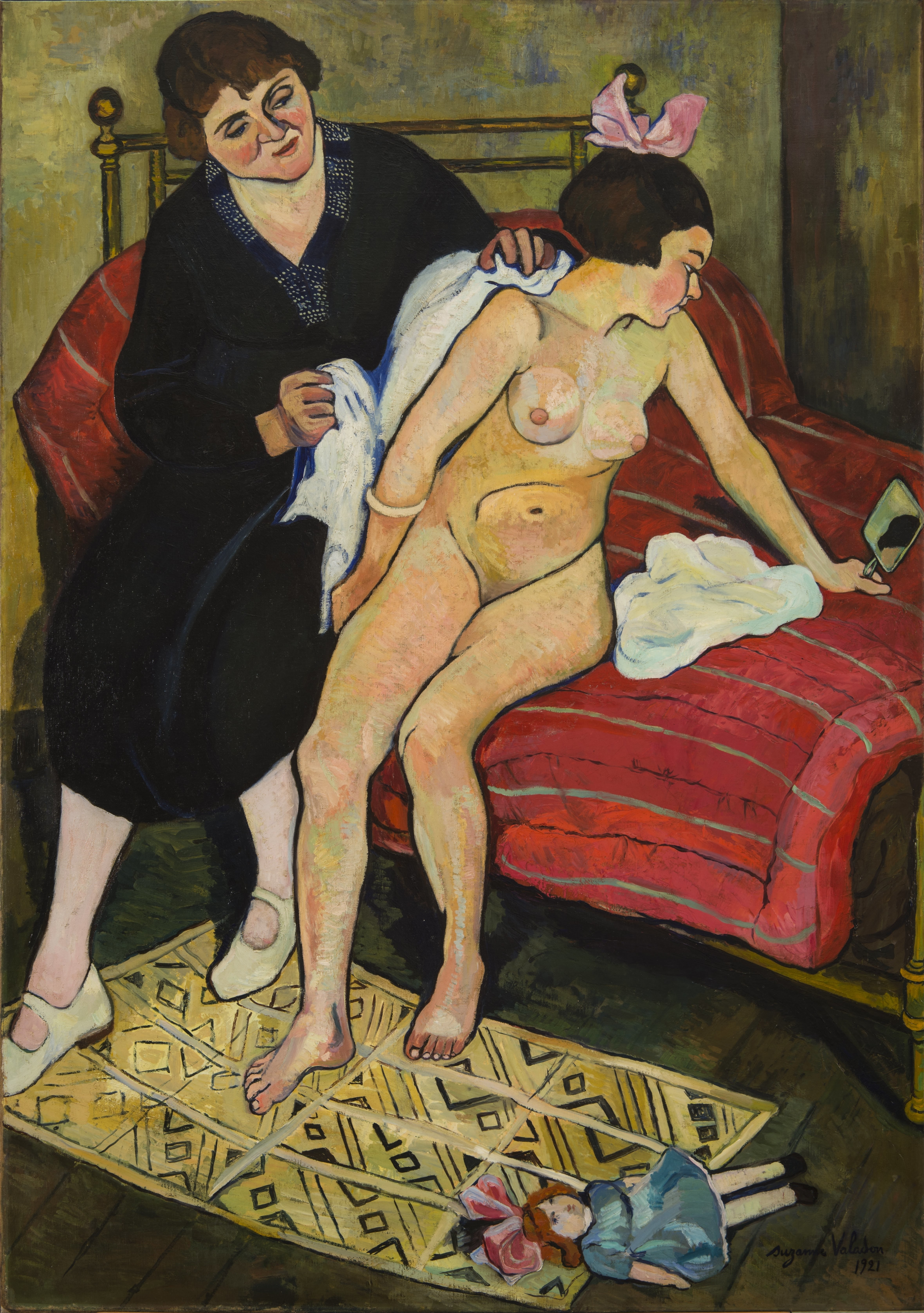
Opuštěná panenka (1921)
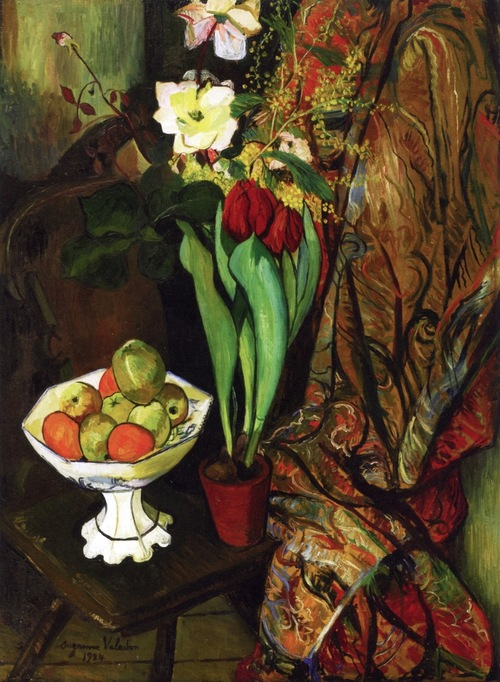
Zátiší s tulipány (1924)
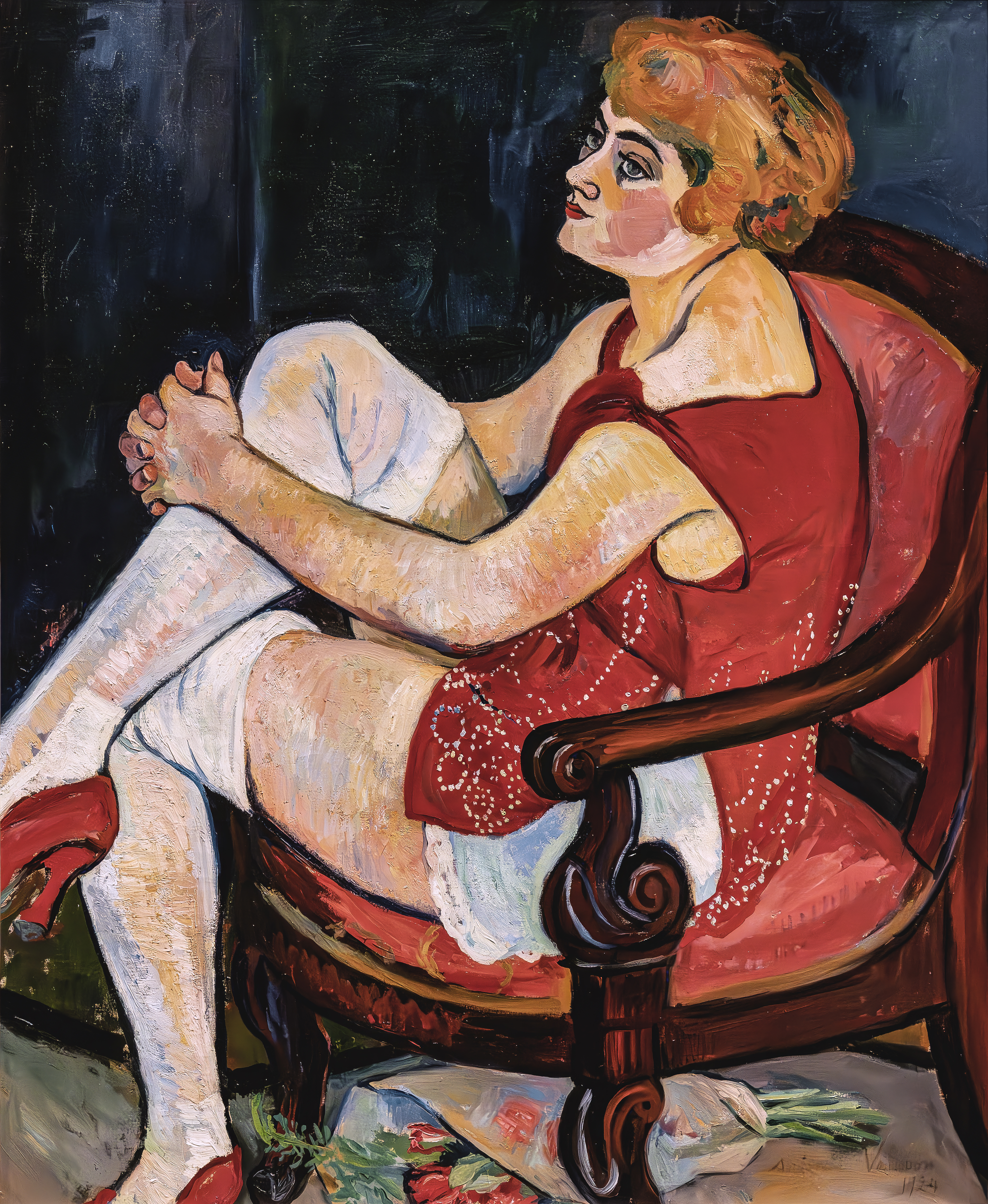
Žena v bílých punčochách (1924)